# Meszlényi Attila
Meszlényi Attila (Budapest, 1954. május 2. – 2025. május 10.) képzőművész, ökológiai (saját kifejezésével: létrendi) író, gondolkodó, festő, grafikus, animációs filmek rendezője, zenész, zeneszerző. Festői és gondolkodói munkásságát egyaránt a természeti téma, illetve a természethez való viszonyunk problematikája uralta.
2006-tól visszavonultan élt, nem szívesen állított ki, főként az interneten publikálta műveit. Létrendi témájú „webkönyveit” (Élet-tan, Világélettan, Új illem, Unia) folytatásokban írta, webes felületen tette közzé 2010 és 2014 között. 
„Meszlényi Attila leszögezi: minden munka csak akkor tiszteletre méltó, ha nagyobb értéket teremt, mint amit elpusztít, s a festékkel bekent vászon önmagában még nem értékesebb a lennél vagy a gyapotnál, amiből készült.”

## Életpályája
1972-ben érettségizett a budapesti Képző- és Iparművészeti Szakközépiskolában, alkalmazott grafika szakon. Tanárai, szülei tanácsa és kívánsága ellenére nem tanult tovább: a „mindennapi” élettől nem kívánt eltávolodni, másfelől pedig az önképzést többre tartotta az intézményes oktatásnál. Így a következő néhány évet többféle, jobbára fizikai munkával töltötte; volt egyebek közt pék, forgácsoló segédmunkás, kőszobrász, dekoratőr, vízóra-leolvasó, vízvezetékszerelő. Művészeti tevékenységét szabadidejében folytatta, ekkoriban már a film felé is fordulva.
Körülbelül 1975 és 1977 közt részt vett a Józsa Péter által vezetett A magyar film formanyelve és közleménye című filmszemiotikai kutatóprogramban, Beke Lászlóval, Horányi Özsébbel, Lányi Andrással, Vadas Róberttel.
Foky Ottó felfedezettjeként három éven át animációs filmeket rendezett a Pannónia Filmstúdióban 1977-től 1979-ig, főként a népszerű Frakk, a macskák réme mesesorozat epizódjait.
A sorozat befejezése után szabadfoglalkozású tervező- és könyvgrafikusként kezdett dolgozni. Mintegy kétszáz könyvhöz készített borítótervet, illusztrációkat; számos diafilmet rajzolt, alkalmanként kereskedelmi grafikai megbízásokat is vállalva. 1980-tól lett a Művészeti Alap, illetve utódszervezete, a Magyar Alkotóművészek Országos Egyesülete tagja.
1983-ban megalakította a Musica Profana régizene-együttest, amelyben barokk furulyán és musette-en játszott 1993-ig.
Muray Róbert és dr. Zoltán Attila ösztönzésére 1987-től főként Közép-Európa, s olykor más kontinensek vadon élő madarait és emlőseit kezdte festeni, a naturalista megoldásokat különféle stiláris elemekkel ötvözve.
1990-ben megalakította és attól kezdve végig vezette a TARON Társaságát (2001-től Gondolkodókör néven).
1998 és 2006 között az országos kiállítások, képzőművészeti biennálék rendszeres résztvevője volt. Továbbra is főként állatokat, állati és növényi maradványokat festett akvarellben és olajban, valamint „természeti ready made”-eket installált. 1999-től a Magyar Vízfestők Társaságának tagja. 2001-ben Péchy Tamással együtt megalakította az Unikornis képzőművészcsoportot. Tagjai: Csíkszentmihályi Róbert szobrászművész, Nagy Judit gobelinművész, Nemes István festő- és grafikusművész, Szemadám György képzőművész, valamint Péchy Tamás természetvédő és Sárosdy Judit művészettörténész.
Utolsó éveiben főként festett, valamint művészeti és létrendi témájú könyveket, írásokat publikált.

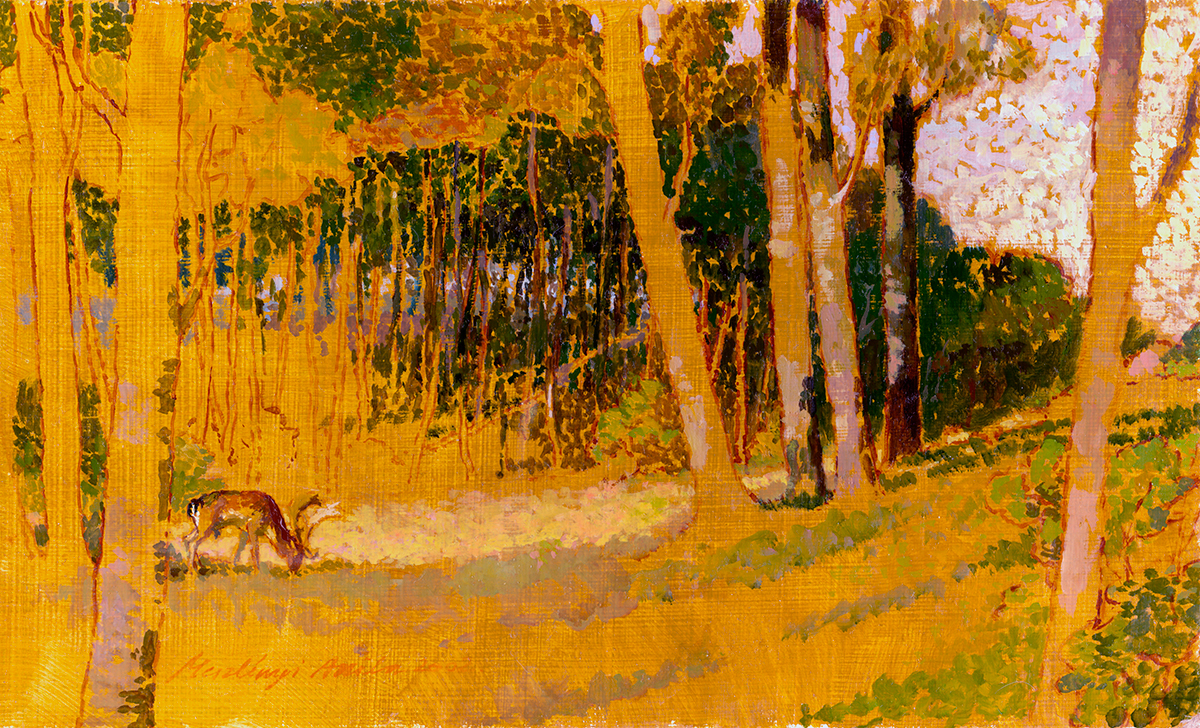
Erdőszéli tisztás
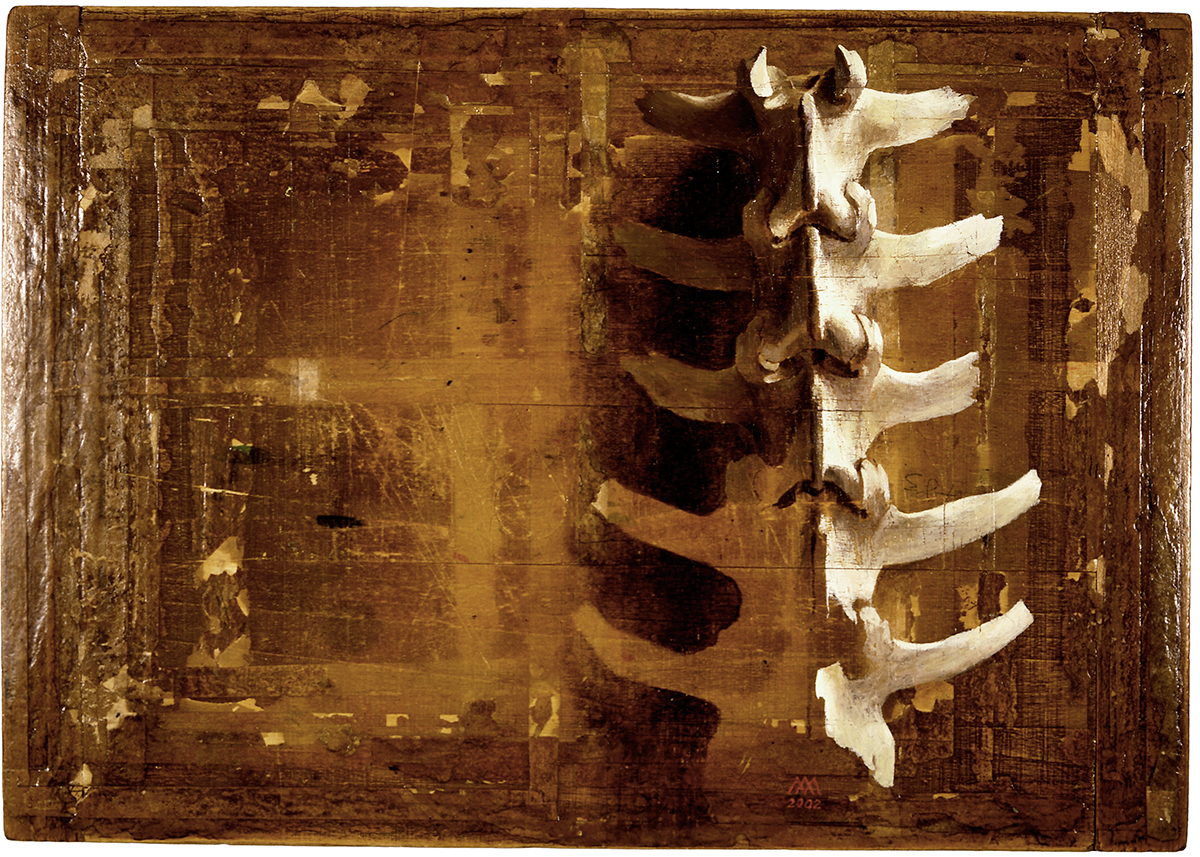
Rajztáblakép gerinccel
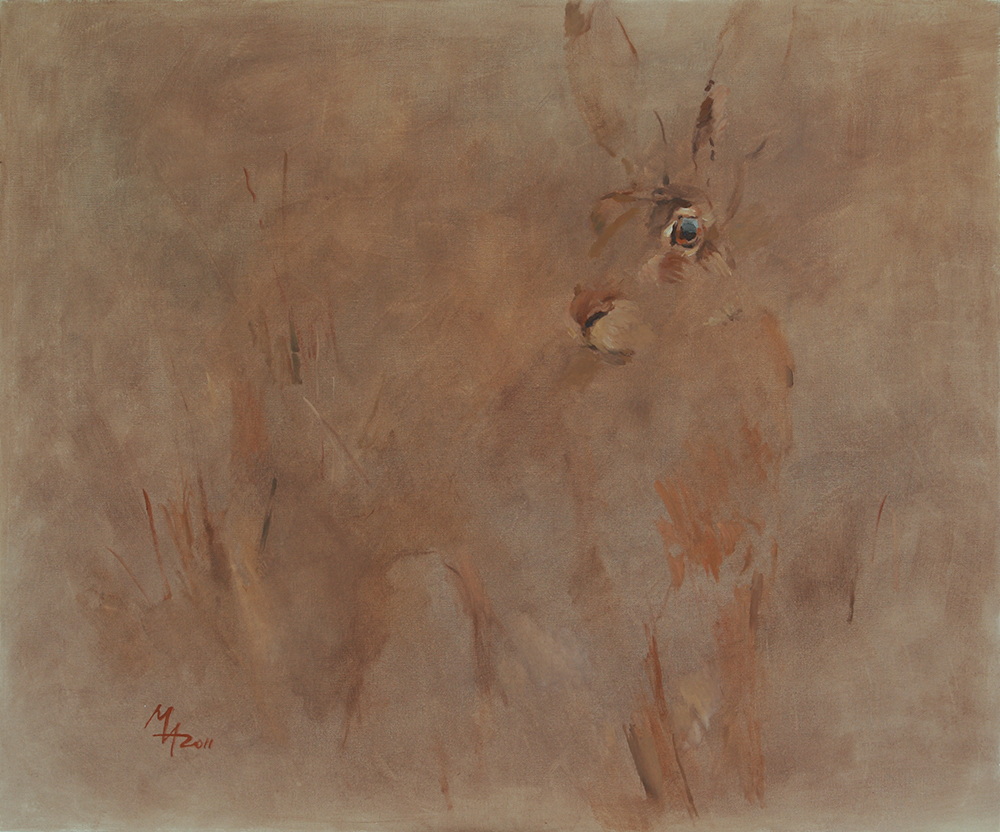
Nyúl

## Kritika
Az ilyesfajta természetből induló búvárkodásnak manapság nem nagyon van keletje. Ezek a lélekkarcok, a magány, a kiszolgáltatottság, az állat-voltában is megindító corpus jelkép erejű kifejezői mit is kezdhetnének a globalizálódó világ harsányságával? A szép törhetetlenségét mutatják föl a rajcsúrozó hangosakkal (emberekkel, gépekkel, tankokkal) szemben.
…Meszlényi Attila (kép)írástudó reneszánsz-mívű madártanulmányai egy álruhás polihisztor vallomásai, aki a természet és a mulandóság esztétikumát próbálja megalkotni. Újabb munkái, aprólékos műgonddal készült akvarelljei […], illetve a klasszikus trompe-l’oeil-t avantgárd gesztussal egyesítő műve […] alázatos-dacos figyelmeztetések értékvesztett korunk emberének; pusztuló értékeink csak a Szellem erejével menthetők meg.

## Önálló kiállítások
- 1985 Körmend, Batthyány-kastély
- 1987 Budapest, Hotel Mercure Buda (Nagy Katalinnal)
- 1988 Körmend, Batthyány-kastély
- 1996 Budapest, Írók Boltja
- 1998 Budapest, Természet Stúdió (Valaczkai Erzsébettel)
- 1998 Brüsszel, Contact Point Hungary (László Péterrel)
- 1999 Budapest, Vigadó Galéria (Enteriőr–Miliő)
- 2014 Sepsiszentgyörgy, Bene Ház
- 2014 Keszthely, a Helikon Kastélymúzeum Vadászati Múzeuma

## Válogatott csoportos kiállítások
- 1998 „Csergezán Pál” Országos Pályázati Kiállítás, Szántódpuszta, Siotours Kiállítóterem (Csergezán-díj)
- 1999 „Angol akvarell magyar ecsettel”, Hatvan, Moldvay Győző Galéria
- 1999 „Színes rajz” Országos Minirajz Kiállítás. Budapest, Nádor Galéria
- 2000 XVII. Országos Akvarellbiennále, Eger, Dobó István Vármúzeum
- 2000 X. Országos Rajzbiennálé, Salgótarján, Nógrádi Történeti Múzeum
- 2000 „Tér rajz” Országos Minirajz Kiállítás, Budapest, Nádor Galéria
- 2001 „Angol akvarell magyar ecsettel II”, Budapest, Újpest Galéria
- 2002 IX. Táblaképfestészeti Biennálé, Szeged, Olasz Kulturális Központ
- 2002 XVIII. Országos Akvarellbiennále, Eger, Trinitárius templom
- 2003 „Angol akvarell magyar ecsettel III”, Budapest, Újpest Galéria
- 2003 Az Unikornis Csoport kiállítása, Budapest, Csepel Galéria
- 2004 XIX. Országos Akvarell Biennálé, Eger, Trinitárius templom
- 2004 Az Unikornis Csoport kiállítása, Szentendre, Régi Művésztelepi Galéria
- 2005 Az Unikornis Csoport kiállítása, Budapest, Karinthy Szalon
- 2006 Szív-ügyek, Szentendre, Művészet Malom
- 2006 XX. Országos Akvarell Biennálé, Eger
- 2006 „Angol akvarell magyar ecsettel IV”, Szekszárd, Művészetek Háza; Eger

## Művek közgyűjteményekben
- Magyar Mezőgazdasági Múzeum, Budapest
- Dobó István Vármúzeum, Eger

## Köztéri alkotás
- Muray Róbert emléktáblája (Budapest XIII. ker., Visegrádi u. 23. Hungary, 2013.[18]

## Díjak
- 1984 – A Magyar Diafilmgyártó Vállalat nívódíja
- 1992 – A NATUREXPO nemzetközi emblémapályázat első díja.
- 1998 – Csergezán-díj

## Animációs filmjei
- Hajrá, vadmacskák! (Frakk, a macskák réme, III. sorozat)
- Gumicsont (Frakk, a macskák réme, III. sorozat)
- Egy tollseprő tündöklése (Frakk, a macskák réme, III. sorozat)
- Egér pongyolában (Frakk, a macskák réme, III. sorozat)
- Ki táncol Lukréciával? (Frakk, a macskák réme, III. sorozat)
- Mit hoz a télapó? (Frakk, a macskák réme, III. sorozat)
- Tündér Erzséböt (Imre István társrendezőjeként)

## Könyvei
- Ez a kapa, ez a kasza... Régi játékdal (leporelló); Móra, Bp., 1984
- Csigakalauz; Macondo, Bp., 1994[19]
- Emberi tanítás; Mészáros Gábor, Bp., 1995[20]
- Nyúlkalauz; Animus, Bp., 1997[21]
- Sünkalauz; Animus, Bp., 1997[22]
- A világvége illemtana. Túlélőkönyv; Ad Librum, Bp., 2008[23]
- Olajfestés. Vadon élő állatok; Cser, Bp., 2012 (Kis műterem)[24]
- Művészeti állatismeret. Madarak, emlősök; Cser, Bp., 2016 (Kis műterem)
- Ismerkedés a képpel; Cser, Bp., 2018 (Kis műterem)

## Válogatott publikációk
- Kiáltványok; Mozgó Világ 1981/10
- A musette, a dudák királynője; Magyar Zene 1987/4
- Versek; Pompeji 1992/2
- Ne nézz a dobozember szemébe…; Liget 1997/11
- Humanista jelképek; Liget 1995/12
- Egy természetfestő naplójából; Nimród 1998/9
- Szponzorok; Madártávlat 2003/2
- A létvédelem; Napút 2003/4
- Seattle főnök beszédei; Napút 2003/7

## Kiadott zeneművei
- A tenger éneke; Ananda Sounds kiadó
- (Kotta:) Könnyű darabok gitárra 17. és 18. századi művekből; Rózsavölgyi és Társa, Budapest

## Előadói hangfelvételek
- Begone Sweet Night (barokk furulya, musette; a Musica Profana együttessel)
- Puer natus in Betlehem (musette; a Capella Savaria zenekarral)
- A tenger éneke (barokk furulya; Kozma Istvánnal és Szabó Zsolttal)

## Ajánlott irodalom
- Márok Tamás: Egy szabálytalan természetfestő. Meszlényi Attila arcképe; Nimród, 1999/3
- Egy festőművész gondolatai a természetről, festészetről. (A festővel beszélgetett Péchy Tamás); Madártávlat, 1999/9-10
- Valaczkai Erzsébet: Meszlényi Attila. Vadgazda, 2003/5
- Szarka János: A Meszlényi-féle aszú... a királyok bora! Magyar Vadászlap, 2006/9
- Keserü Katalin: Előszó a XVII. Országos Akvarell Biennále katalógusához Dobó István Vármúzeum, Eger 2000
- Benedek Katalin: Előszó a XVIII. Országos Akvarell Biennále katalógusához Dobó István Vármúzeum, Eger 2002
- P. Szabó Ernő: Előszó a XIX. Országos Akvarell Biennále katalógusához Dobó István Vármúzeum, Eger 2004
- Vásárhelyi Tamás: Az unikornisról. Élet és irodalom, 2003. április 25.
- Sárosdy Judit: Legendás valóság. Az Unikornis csoport kiállítása; Új Művészet, 2004/11
- Szakolczay Lajos: A szép törhetetlensége. Az Unikornis Csoport kiállítása a Karinthy Szalonban; Mai Magyar Kultúra, 2005/4

### Webes publikációk
- Leltáramból (vers)
- Jó hír (vers)
- Az egész világ készítette kenyér (mese) Tudatos Lét
- A létvédelem Archiválva 2007. május 21-i dátummal a Wayback Machine-ben (teljes szöveg) Napkút kiadó
- Seattle főnök beszédei Archiválva 2012. november 15-i dátummal a Wayback Machine-ben (teljes szöveg) Napkút kiadó